# Coxischyrocerus inexpectatus
Coxischyrocerus inexpectatus is een vlokreeftensoort uit de familie van de Ischyroceridae. De wetenschappelijke naam van de soort is voor het eerst geldig gepubliceerd in 1959 door Ruffo.